# Fruttosio 5-deidrogenasi
La fruttosio 5-deidrogenasi è un enzima appartenente alla classe delle ossidoreduttasi, che catalizza la seguente reazione:
D-fruttosio + accettore ⇄ 5-deidro-D-fruttosio + accettore ridotto
Il 2,6-dicloroindofenolo può essere utilizzato come accettore. .